# Talana
Talana là một đô thị ở tỉnh Ogliastra, Sardinia, Italia. Talana có diện tích 117,92  km², dân số cuối năm 2004 là 1129 người.